# Red Walters
Red Walters (Londen, 19 januari 1999) is een wielrenner uit Grenada die sinds 2025 rijdt bij de Portugese amateurploeg Óbidos Cycling Team en zesmaal nationaal kampioen werd van zijn land.

## Carrière
Sinds 2022 won hij zowel de wegwedstrijd als de tijdrit in de volgende edities. In 2023 won hij de vierde etappe in de Ronde van Bulgarije nadat hij in een sprint met een grote groep onder andere Simon Nagy versloeg.
Op zijn persoonlijke YouTube-kanaal deelt hij video's over zijn leven als wielrenner en verschillende trainingsessies.

## Overwinningen
2021
 Caribisch kampioenschap op de weg, elite
2022
Grenadiaans kampioen op de weg, elite
Grenadiaans kampioen tijdrijden, elite
 Caribisch kampioenschap tijdrijden, elite
2023
Grenadiaans kampioen op de weg, elite
Grenadiaans kampioen tijdrijden, elite
4e etappe Ronde van Bulgarije
 Caribisch kampioenschap op de weg, elite
2024
Grenadiaans kampioen op de weg, elite
Grenadiaans kampioen tijdrijden, elite
 Pan-Amerikaans kampioenschap op de weg, elite
2025
Grenadiaans kampioen op de weg, elite
Grenadiaans kampioen tijdrijden, elite

## Ploegen
- 2019 –  Vitus Pro Cycling (tot en met 20-09)
- 2021 –  Hagens Berman Axeon (vanaf 01-08)
- 2022 –  Ribble Weldtite Pro Cycling
- 2023 –  XSpeed United Continental
- 2024 –  XSpeed United Continental
- 2025 –  Óbidos Cycling Team